# ジアリールエテン
ジアリールエテン (diarylethene) は、2つの芳香族有機基がエテン（エチレン）の 1, 2 位にそれぞれ結合した化合物を示す呼称。その名称だけからはスチルベンなども含まれるが、近年は特に、効率の高いフォトクロミック反応を示す 1,2-ジチエニルエテンの誘導体群を指す呼称として用いられる。1988年に九州大学の入江正浩らによってはじめて合成・報告された。
ジアリールエテンのエテン部と1,2位の置換基は、適切な波長の光を照射することによって閉環し、六員環状構造を形成する。反対に、環状のジアリールエテンに別の波長の光を照射すると、開環してもとの構造に戻る。構造を適切に修飾することで、開環・閉環構造での色や、変化に必要な光の波長を変化させることができる。
ジアリールエテンは他のフォトクロミック物質（アゾベンゼンなど）に比べて繰り返し特性や両異性体の熱安定性に優れ、また結晶状態でも可逆的にフォトクロミック現象を示すなどの特性を持つ。光によって可逆的読み書きする大容量メディアなどへの応用が考えられている。